# Mario Follieri
Mario Follieri (Lucera, 2 agosto 1913 – 16 settembre 1993) è stato un politico italiano.  Era padre dell'avvocato Luigi Follieri.